# Aéroport d'Ouargla - Aïn Beida
L'aéroport d'Ouargla - Ain Beida (code IATA : OGX • code OACI : DAUU) est un aéroport algérien à vocation nationale, situé sur la commune d'Aïn Beida à 7 km au sud-est de la ville d'Ouargla.

## Présentation
L’aéroport d'Ouargla est un aéroport civil desservant la ville d'Ouargla, au nord du Sahara algérien, et sa région (la wilaya d'Ouargla). 
L’aéroport est géré par l'EGSA d'Alger.

## Situation

### Carte des aéroports de l'Algérie
'
| \| 100 km1:14 790 000 \| Adrar Alger Annaba Batna Béjaïa Biskra Boufarik Chlef Constantine Ghardaïa Hassi Messaoud In Amenas Jijel Oran Sétif Tamanrasset Tébessa Tlemcen Béchar Bordj Mokhtar Djanet El Bayadh El Goléa El Oued Illizi In Salah Ghriss Ouargla Tiaret Timimoun Tindouf Touggourt |
| 100 km1:14 790 000 |

Carte statique des aéroports d'Algérie.Carte dynamique des aéroports d'Algérie.

### Compagnie aérienne et destinations
| Compagnies  | Destinations |
| ----------- | --- |
| Air Algérie | - Adrar/Touat, - Alger-Houari-Boumédiène, - Constantine-Mohamed-Boudiaf, - Djanet-Tiska, - El Goléa, - Illizi-Takhamalt, - Oran-Ahmed-Ben-Bella, - Tamanrasset, - Tunis-Carthage, - Zarzaïtine - In Amenas |

Edité le 31/07/2023

## Infrastructures liées

### Pistes
L’aéroport dispose de deux pistes en béton bitumineux, d'une longueur de 3 000 m chacune.

## Compagnies aériennes et destinations
| Compagnies  | Destinations |
| ----------- | --- |
| Air Algérie | - Adrar/Touat, - Alger-Houari-Boumédiène, - Constantine-Mohamed-Boudiaf, - Djanet-Tiska, - Illizi-Takhamalt, - Oran-Ahmed-Ben-Bella, - Tamanrasset, - Zarzaïtine - In Amenas |